# ヤロポルク・ヤロスラヴィチ
ヤロポルク・ヤロスラヴィチ（ロシア語: Ярополк Ярославич、? - 1212年以降）は、チェルニゴフ公ヤロスラフの子である。チェルニゴフ公国の分領公、ノヴゴロド公：1197年。聖名ガヴリイル。
ルーシの年代記（レートピシ）には二回の言及が見られる。すなわち、1197年にノヴゴロドを領有していたという記述と、1212年の項である。1212年には、ヤロポルクは兄弟のロスチスラフと共に、チェルニゴフ公家のフセヴォロド（このときキエフ大公）を攻撃したムスチスラフの軍の捕虜となっている。
ヤロポルクの妻の名はヴァシリサといい、子にはフセヴォロドという人物がいた。また一説には、チェルニゴフ公アンドレイ（1263年没）はヤロポルクのひ孫であるというものがある。